# Dammtjärnen (Västra Fågelviks socken, Värmland, vid Flötane)
Dammtjärnen är en sjö i Årjängs kommun i Värmland och ingår i Göta älvs huvudavrinningsområde. Sjön är 17,3 meter djup, har en yta på 0,175 kvadratkilometer och är belägen 219,3 meter över havet.

## Delavrinningsområde
Dammtjärnen ingår i det delavrinningsområde (659700-127357) som SMHI kallar för Mynnar i Stora Le/Foxen. Medelhöjden är 186 meter över havet och ytan är 12,95 kvadratkilometer. Det finns inga avrinningsområden uppströms utan avrinningsområdet är högsta punkten. Tarmsälven som avvattnar avrinningsområdet har biflödesordning 3, vilket innebär att vattnet flödar genom totalt 3 vattendrag innan det når havet efter 251 kilometer. Avrinningsområdet består mestadels av skog (79 procent). Avrinningsområdet har 0,41 kvadratkilometer vattenytor vilket ger det en sjöprocent på 3,2 procent.